# 戦後エロマンガ史
『戦後エロマンガ史』（せんごエロマンガし）は、青林工藝舎から2010年に発売された米沢嘉博の本。本書の原稿は三度の連載中断を経たのち米沢が2006年に急逝するまで雑誌『アックス』（青林工藝舎）で長期連載されていた。

## 概要
本書は「エロマンガ前史」として鳥獣人物戯画における性的なモチーフの存在を指摘する所から始まっている。本論においては、多様な図面を用いながらカストリ雑誌から始まる戦後から現代までのエロマンガの歴史を概観している。
論の中では春画や性愛文学、エログロナンセンスにも触れながら『劇画アリス』の編集長として著者自らも参画した1970年代末の三流劇画ブーム、1980年代のロリコンブーム、1990年代の美少女コミックと有害コミック騒動などにも触れている。
本書は著者の急逝により未完で終わっており、完結を目前にしながら絶筆となった遺作でもある。

## 評価
『戦後エロマンガ史』は、「エロマンガ研究」における初期の研究書として挙げられており。多くの資料を用いて性的なトピックを扱った漫画を博物誌的に記述した書籍と評価されている。

### 受賞歴
- 第24回大衆文学研究賞大衆文化部門受賞[6]